# Pristipomoides zonatus
Pristipomoides zonatus is een straalvinnige vis uit de familie van snappers (Lutjanidae) en behoort derhalve tot de orde van baarsachtigen (Perciformes). De vis kan maximaal 50 cm lang en 1812 gram zwaar worden. 

## Leefomgeving
Pristipomoides zonatus is een zoutwatervis. De vis prefereert een diepwaterklimaat en heeft zich verspreid over de Grote en Indische Oceaan. De diepteverspreiding is 70 tot 300 m onder het wateroppervlak. 

## Relatie tot de mens
Pristipomoides zonatus is voor de visserij van aanzienlijk commercieel belang. In de hengelsport wordt er weinig op de vis gejaagd. 